# Neocalyptis taiwana
Neocalyptis taiwana Razowski, 2000 è una falena appartenente alla famiglia Tortricidae, endemica di Taiwan.

## Descrizione
L'apertura alare è di 12 mm. Il colore di fondo delle ali è giallo brunastro, ma le tegule sono più marroni. I posteriori sono di colore grigio brunastro, ma più pallidi basicamente. Gli adulti sono alati a metà maggio.